# Vas vármegyei 3. sz. országgyűlési egyéni választókerület
A Vas vármegyei 3. sz. országgyűlési egyéni választókerület egyike annak a 106 választókerületnek, amelyre a 2011. évi CCIII. törvény Magyarország területét felosztja, és amelyben a választópolgárok egy-egy országgyűlési képviselőt választhatnak. A választókerület nevének szabványos rövidítése: Vas 03. OEVK. Székhelye: Körmend

## Területe
A választókerület az alábbi településeket foglalja magába:
1. Alsószölnök
2. Alsóújlak
3. Andrásfa
4. Apátistvánfalva
5. Bajánsenye
6. Bejcgyertyános
7. Bérbaltavár
8. Boba
9. Borgáta
10. Bögöte
11. Csákánydoroszló
12. Csehi
13. Csehimindszent
14. Csempeszkopács
15. Csipkerek
16. Csörötnek
17. Daraboshegy
18. Döbörhegy
19. Döröske
20. Duka
21. Egervölgy
22. Egyházashetye
23. Egyházashollós
24. Egyházasrádóc
25. Felsőjánosfa
26. Felsőmarác
27. Felsőszölnök
28. Gasztony
29. Gérce
30. Gersekarát
31. Gyanógeregye
32. Győrvár
33. Halastó
34. Halogy
35. Harasztifalu
36. Hegyháthodász
37. Hegyhátsál
38. Hegyhátszentjakab
39. Hegyhátszentmárton
40. Hegyhátszentpéter
41. Hosszúpereszteg
42. Ikervár
43. Ispánk
44. Ivánc
45. Ják
46. Jánosháza
47. Káld
48. Kám
49. Karakó
50. Katafa
51. Keléd
52. Kemeneskápolna
53. Kemenespálfa
54. Kemestaródfa
55. Kenéz
56. Kercaszomor
57. Kerkáskápolna
58. Kétvölgy
59. Kisrákos
60. Kissomlyó
61. Kisunyom
62. Kondorfa
63. Köcsk
64. Körmend
65. Magyarlak
66. Magyarnádalja
67. Magyarszecsőd
68. Magyarszombatfa
69. Megyehíd
70. Meggyeskovácsi
71. Mikosszéplak
72. Molnaszecsőd
73. Nádasd
74. Nagykölked
75. Nagymizdó
76. Nagyrákos
77. Nagytilaj
78. Nemeskeresztúr
79. Nemeskocs
80. Nemeskolta
81. Nemesmedves
82. Nemesrempehollós
83. Nyőgér
84. Olaszfa
85. Orfalu
86. Oszkó
87. Őrimagyarósd
88. Őriszentpéter
89. Pácsony
90. Pankasz
91. Pecöl
92. Petőmihályfa
93. Pinkamindszent
94. Püspökmolnári
95. Rábagyarmat
96. Rábahídvég
97. Rábatöttös
98. Rádóckölked
99. Rátót
100. Rönök
101. Rum
102. Sárfimizdó
103. Sorkifalud
104. Sorkikápolna
105. Sorokpolány
106. Sótony
107. Szaknyér
108. Szakonyfalu
109. Szalafő
110. Szarvaskend
111. Szatta
112. Szemenye
113. Szentgotthárd
114. Szentpéterfa
115. Szőce
116. Tanakajd
117. Táplánszentkereszt
118. Telekes
119. Vasalja
120. Vásárosmiske
121. Vashosszúfalu
122. Vasvár
123. Vasszécseny
124. Vasszentmihály
125. Velemér
126. Viszák
127. Zsennye

## Országgyűlési képviselője
| Név             | Párt                                         | Párt        | Terminus | Megjegyzés                                   |
| --------------- | -------------------------------------------- | ----------- | -------- | -------------------------------------------- |
| V. Németh Zsolt |                                              | Fidesz-KDNP | 2014 –   | A 2014-es országgyűlési választás eredménye: |
| V. Németh Zsolt | A 2018-as országgyűlési választás eredménye: | Fidesz-KDNP | 2014 –   |                                              |
| V. Németh Zsolt | A 2022-es országgyűlési választás eredménye: | Fidesz-KDNP | 2014 –   |                                              |

## Demográfiai profilja
| Iskolai végzettség                | Iskolai végzettség               | Iskolai végzettség | Iskolai végzettség | Iskolai végzettség |
| --------------------------------- | -------------------------------- | ------------------ | ------------------ | ------------------ |
|                                   |                                  |                    |                    | fő                 |
| Általános iskolát nem végezte el  | Általános iskolát nem végezte el |                    | 1213               | 1213               |
| Általános iskola                  | Általános iskola                 |                    | 14618              | 14618              |
| Szakmunkás                        | Szakmunkás                       |                    | 20073              | 20073              |
| Érettségi                         | Érettségi                        |                    | 21924              | 21924              |
| Diploma                           | Diploma                          |                    | 8856               | 8856               |
| A 2022. évi népszámlálás szerint. |                                  |                    |                    |                    |

A Vas vármegyei 3. sz. választókerület lakónépessége 2022. október 1-jén 79 520 fő volt. A 2011-es és a 2022-es népszámlálás között 3990 fővel csökkent a választókerület lakosság száma. A választókerületben a korösszetétel alapján a legtöbben a középkorúak élnek 30 036 fővel, míg a legkevesebben a gyermekek 12 836 fővel. A választókerület lakosságának a 79,8%-nál van internet elérési lehetőség.
A legmagasabb befejezett iskolai végzettség szerint az érettségi végzettséggel rendelkezők élnek a legtöbben 21 924 fő, utánuk a következő nagy csoport a szakmunkások 20 073 fővel.
Gazdasági aktivitás szerint a lakosság közel fele foglalkoztatott 39 639 fő, második legjelentősebb csoport az inaktív keresők, akik főleg nyugdíjasok 20 679 fővel.
A választókerület legjelentősebb nemzetiségi csoportja a szlovén 1525 fő, illetve a német 1501 fő. Magyar állampolgársággal nem rendelkező külföldi állampolgárok aránya 1,4%.
Vallási összetétel szerint a választókerületben lakók legnagyobb vallása a római katolikus (34 846 fő), valamint jelentős közösség még a reformátusok (3011 fő). A vallási közösséghez nem tartozók száma szintén jelentős (3179 fő), a választókerületben a második legnagyobb csoport a római katolikus vallás után.

## Országgyűlési választások

### 2014
A 2014-es országgyűlési választáson az alábbi jelöltek indultak:

### 2018
A 2018-as országgyűlési választáson az alábbi jelöltek indultak:

### 2022
A 2022-es országgyűlési választáson az alábbi jelöltek indultak:
V. Németh Zsolt (Fidesz-KDNP), Bana Tibor (Egységben Magyarországért), Németi Csaba (Mi Hazánk), Dávid Dávid (Megoldás Mozgalom)